# We Are Buono!
We Are Buono! è il terzo album in studio del gruppo idol giapponese Buono!, pubblicato nel 2010.

## Tracce
1. One Way = My Way
2. Our Songs
3. Independent Girl～Dokuritsu Joshi De Aru Tame Ni (Independent Girl～独立女子であるために?)
4. MY BOY
5. Urahara (うらはら?)
6. Take It Easy!
7. Bravo☆Bravo
8. Kataomoi (カタオモイ?)
9. Blue-Sky-Blue
10. Koucha No Oishii Mise (紅茶の美味しい店?)
11. Tabidachi No Uta (タビダチの歌?)
12. We are Buono!～Buono!'s Theme (We are Buono!～Buono!のテーマ?)

## Formazione
- Airi Suzuki
- Miyabi Natsuyaki
- Momoko Tsugunaga